# Brettonwoodski sustav
Sustav iz Bretton Woodsa  je naziv za sustav međunarodne monetarne politike, odnosno pravila u okvirima kojih su se odvijali trgovinski i novčarski odnosi među vodećim industrijskim zemljama u prvih nekoliko desetljeća nakon drugog svjetskog rata. Smatra se prvim primjerom monetarnog poretka kojemu su se temeljem pregovora podvrgle nezavisne države. 
Ime je dobio po Bretton Woodsu, odmaralištu u američkoj državi New Hampshire gdje je u srpnju 1944. održana Monetarna i financijska konferencija Ujedinjenih naroda, a čiji su sudionici potpisali niz sporazuma na kojima se sustav kasnije temeljio. 
Srž novog sustava je predstavljalo osnivanje Međunarodnog monetarnog fonda (MMF) i Međunarodne banke za obnovu i razvoj (IBRD), koji predstavljaju dio Skupine svjetske banke. Te organizacije počele raditi 1945. nakon što je sporazum ratificirao odgovarajući broj zemalja.
Glavno svojstvo sustava je bilo u obvezama država članica koje su morale uvesti i održavati takvu monetarnu politiku radi održavanja tečaja svojih valuta u okviru utvrđenih vrijednosti, uz najveće odstupanje od 1 posto u odnosu na zlato i mogućnosti MMF-a da svojim intervencijama otklanja privremene neravnoteže platne bilance.
15. kolovoza 1971. je američki predsjednik Richard Nixon jednostranom odlukom ukinuo konvertibilnost američkog dolara u zlato, jedan od stupova ovog sustava. 
Taj čin, poznat kao Nixonov šok, doveo je do toga da je bretonwoodski sustav u biti prestao postojati. Zamijenila ga je situacija u kojoj jedino američki dolar podupire sve ostale valute, odnosno služi kao pričuvna valuta drugih zemalja.

## Vanjske poveznice
- Donald Markwell, John Maynard Keynes and International Relations: Economic Paths to War and Peace  Arhivirana inačica izvorne stranice od 8. kolovoza 2007. (Wayback Machine), Oxford University Press, 2006
- The Gold Battles Within the Cold War (PDF)  Arhivirana inačica izvorne stranice od 20. ožujka 2009. (Wayback Machine) by Francis J. Gavin (2002)
- International Financial Stability (PDF) by Michael Dooley, PhD, David Folkerts-Landau and Peter Garber, Deutsche Bank (2005)
- "Bretton Woods System", prepared for the Routledge Encyclopedia of International Political Economy by Dr. B. Cohen
- Bretton Woods Agreement  Arhivirana inačica izvorne stranice od 29. ožujka 2017. (Wayback Machine) by Addison Wiggin, co-author of Empire of Debt
- Dollar Hegemony  Arhivirana inačica izvorne stranice od 9. srpnja 2016. (Wayback Machine) by Henry C.K. Liu